# Stenopogon duncani
Stenopogon duncani är en tvåvingeart som beskrevs av Stanley Willard Bromley 1937. Stenopogon duncani ingår i släktet Stenopogon och familjen rovflugor. Inga underarter finns listade i Catalogue of Life.